# Тетанус
Тетанус је акутно обољење изазвано токсинима бактерије клостридујум тетани (лат. Clostridium tetani) карактерисано грчевима мишића. Клостридија тетануса производи јак неуротоксин, тетаноспазмин, који се везује за рецепторе нервних ћелија и спречава преношење инхибиторних сигнала из малог мозга на мишићне моторне неуроне. Као последица се јавља појачана мишићна активност у виду грчева и повећан мишићни тонус. У најчешћем типу грчеви почињу у вилици, а затим прелазе у остатак тела. Сваки грч обично траје неколико минута. Грчеви се јављају често током три до четири недеље. Неки грчеви могу бити довољно јаки да преломе кости. Остали симптоми тетануса могу да укључују температуру, знојење, главобољу, проблеме са гутањем, повишен крвни притисак и убрзан рад срца. Појава симптома је обично три до двадесет један дан након инфекције. Опоравак може трајати месецима. Око десет посто случајева се покаже фаталним.
Тетанус је узрокован инфекцијом бактеријом Clostridium tetani, који се обично налази у земљишту, пљувачки, прашини и стајњаку. Бактерија обично улази кроз прекиде на кожи као што су посекотина или убодна рана загађеним предметом. Оне производе токсине који ометају нормалне контракције мишића. Дијагноза се заснива на присутним знацима и симптомима. Болест се не шири међу људима.
Тетанус се може спречити имунизацијом вакцином против тетануса. Онима који имају значајну рану и који су имали мање од три дозе вакцине, препоручују се вакцинација и глобулин против тетануса. Рану треба очистити и уклонити мртво ткиво. Код заражених се користи тетанус имунолошки глобулин или, ако није доступан, интравенски имуноглобулин (ИВИГ). Мишићни релаксанти могу се користити за контролу грчева. Механичка вентилација може бити потребна, ако је отежано дисање особе.
Тетанус се јавља у свим деловима света, али је најчешћи у врућој и влажној клими где земљиште има висок органски садржај. У 2015. години забележено је око 209.000 инфекција и око 59.000 смртних случајева широм света. Ово је мање од 356.000 умрлих 1990. године. У САД се региструје око 30 случајева годишње, од којих готово сви нису вакцинисани. Рани опис болести дао је Хипократ у 5. веку пре нове ере. Узрок болести утврдили су 1884. године Антонио Карле и Ђиорђио Ратон са Универзитета у Торину, а вакцина је развијена 1924. године.

## Узрочник
Тетанус је изазван тетаноспазином, токсином бактерије клостридијум тетани. То је релативно крупна, грам позитивна, бактерија величине 3-8 μm, штапићастог облика. Клостридије су анаеробне бактерије и налазе се свуда, посебно у земљи и цреву човека. У неповољним условима граде споре. Клостридија тетануса поседује трепље помоћу којих се креће.
Токсин тетануса припада групи АБ токсина. Састоји се из две подјединице А и Б повезане дисулфидним мостом. Већа подјединица Б (енгл. binding-везујућа) се везује за рецепторе нервних ћелија. Мања подјединица А, је активна компонента и то је ензим из групе цинк-металопротеиназа. Ова компонента разлаже протеине који учествују у процесу секреције инхибиторних неуротрансмитера у предњим роговима кичмене мождине. Као последица јавља се повећан мишићни тонус и активност у виду грчева мишића.

## Патогенеза и симптоми
Након повреде долази до насељавана ране разним бактеријама, између којих је и клостридија тетануса, која је широко распрострањена. Уколико у рани постоје анаеробни услови долази до размножавања ове бактерије и производње токсина, тетаноспазмина. Тетаноспазмин долази путем нервних влакана или крви до предњих рогова кичмене мождине где испољава своје дејство. Овај токсин блокира ослобађање инхибиторних неуротрансмитера: ГАБА и глицина, што за последицу има повећање мишићног тонуса и неконтролисане мишићне контракције у виду грчева изазваних оптичким и акустичким дражима. Симптоми се најпре јављају на мишићу масетеру који учествује у жвакању у виду повишеног тонуса и грча овог мишића-тризмус. Затим следи укоченост врата и мишића леђа. Услед грча мишића лица јавља се сардонични (искежени) осмех (лат. risus sardonicus). Постоје и проблеми са гутањем, или са дисањем уколико дође до грча мишића гркљана или дијафрагме. На крају долази до тоничних контракција целокупне мускулатуре трупа-опистотонус. Услед силине мишићних контракција може доћи до истезања и пуцања тетива, прелома костију... Телесна температура оболелих је такође повишена, крвни притисак може бити повишен и могу се јавити поремећаји рада срца. Свест је очувана.
Болест се дијагностификује на основу клиничке слике, проналажења токсина путем ПЦР-а (енгл. PCR) или његовим тестирањем на животињама (нпр. мишу).
У терапији је важна примена антитоксина, хигијена ране, мишићних релаксанаса итд.
Захваљујући вакцинацији (дифтерија-пертусис-тетанус ДТП) болест је постала ређа. Уколико дође до тежих повреда 5 и више година након вакцинације, потребно је примити освежавајућу дозу вакцине.

## Дијагноза
Податак о рањавању, код болесника с укоченошћу или спазмом мишића, кључан је за дијагнозу. Тетанус се може заменити с бактеријским или Вирусним менингоенцефалитисом, међутим комбинација бистре свести, нормалног налаза цереброспиналне течности и спазама мишића, указује на тетанус. Тризмус треба разликовати од перитонзиларног или ретрофарингеалног апсцеса или од другог локалног узрока. Фенотијазини могу изазвати ригидитет сличан тетанусу.
C. tetani се понекад може изоловати из ране, међутим негативан налаз не говори против дијагнозе.

## Прогноза
Укупна смртност, широм света, износи 50%; смртност је највећа код најмлађих и најстаријих болесника и код наркомана. Прогноза је лошија, што је инкубација краћа и што је бржа прогресија симптома или што је лечење касније започето. Током болести је генерално блажи ако нема видљивог жаришта инфекције. 

## Профилакса
Примарна имунизација против тетануса с течним или адсорбованим токсоидом, делотворнија је од давања антитоксина након озледе. Имунизација труднице изазива активни и пасивни имунитет у фетуса и треба је спровести у гестацијском добу од 5 до 6 месеци с другом дозом цепива након 8. месеца. Пасивни имунитет се развија кад се токсоид да мајци пре гестацијске добу од 6 месеци. 
Након озледе, болесници који су добили тетанус токсоид у задњих 5 година, не требају да приме додатну дозу. Они који су задње цепиво примили пре више од 5 година, требају да приме дозу од 0,5 ml тетанус токсоида. Они који никад раније нису вакцинисани против тетануса, требају да приме 250 до 500 јединица тетаничког имуноглобулина (код тешких рањавања потребна је већа доза). Истовремено али на друго место, треба дати прву од три дозе од 0,5 ml адсорбованог тетанус токсоида СЦ или ИМ. Друга, односно трећа доза токсоида, дају се у размацима од месец дана. Тетанус антитоксин 3000 до 5000 јединица ИМ треба дати само ако тетанички имуноглобулин није доступан.(Тетанус антитоксин се производи из коњског или говеђег серума те је могућа реакција преосетљивости)

## Лечење
Терапија укључује одржавање дисајног пута; рану и адекватну примену хуманог имуног серумског глобулина; неутрализацију невезаног токсина; спречавање даљње производње токсина; седацију; контролу мишићних спазама, хипертонуса, равнотеже течности и интеркурентних инфекција; и пружање континуиране његе.
Општи принципи: Болесник мора бити у тихој просторији. У умерено тешким или тешким случајевима, болесника треба интубирати. Трахеотомију ваља извршити онда кад се очекује дуже трајање интубације тј. више од 7 дана. Механичка вентилација је често неопходна; она је неизбежна кад је због контроле мишићних спазама, који ометају дисање, потребно извршити неуромускуларну блокаду. Парентералном прехраном избегава се ризик аспирације, која је могућа при храњењу преко назогастричне сонде. Опстипација је уобичајена, па треба пазити да столице не постану тврде; ректална сонда може помоћи код метеоризма. Код ретенције урина, потребно је поставити уринарни катетер. Тоалета дисајних путева, вибрирање прсног коша, често окретање болесника и подстицање искашљавања, битни су у превенцији пнеумоније. Често је потребна наркотичка аналгезија. Пацијенти с протрахираним тетанусом могу имати знакове лабилности и хиперактивности симпатичког нервног система, што се очитује периодима хипертензије, тахикардије и миокардијалне иритабилности. Индицирано је стално праћење, а може бити потребна и примена α- или β-блокатора (нпр. пропранолол, лабеталол) или бетанидина. Након опоравка, код болесника треба спровести потпуну имунизацију токсоидом.
Антитоксин: Корист од антисерума зависи од тога колико је тетаноспазмина већ везано за синаптичке мембране. Код одраслих се генерално препоручује једнократна ИМ инјекција од 3000 јединица тетаничког имуноглобулина с распоном од 1500 до 10000 јединица, зависно од тежине ране. Будући да не постиже добар ниво антитоксина у серуму и да постоји значајан ризик од серумске болести, антитоксин животињског порекла је далеко мање препоручљив. Ипак, ако се мора дати коњски серум, уобичајена доза је 50000 јед. ИМ или ИВ (могућа реакција преосетљивости). Ако је потребно, имуни глобулин или антитоксин могу се инјицирати директно у рану, међутим то није толико важно као правилна обрада ране. 
Обрада ране: Будући да прљавштина и некротично ткиво олакшавају размножавање C. tetani, битан је брз и темељит дебридман, поготово дубоких убодних рана. Пеницилин и тетрациклини су ефикасни против C. tetani али нису замена за адекватан дебридман и имунизацију. 
Контрола мишићних спазама: бензодиазепини, хлорпромазин и барбитурати кратког деловања, смањују претерану нервну подражљивост и олакшавају спазме мишића. Диазепам може помоћи у контроли грчева, смањити ригидитет мишића и индуцирати седацију. Распон доза је варијабилан и потребна је пажљива титрација и опсервација. Најтежи случајеви могу захтевати 10 до 20 mg ИВ сваких 3 h. Мање тешки случајеви могу бити контролисани с 5 до 10 mg ПО свака 2 до 4 h. Доза код деце >30 дана јест 1 до 2 mg ИМ или ИВ, а понавља се полако свака 3 до 4 h према потреби. Код деце >5 год, 5 до 10 mg ИВ или ИМ, понавља се свака 2 до 4 h. Диазепам не мора спречити рефлексне спазме, па одржавање ефикасне респирације може захтевати примену неуромускуларне блокаде с курариформним леком, као што је панкуронијум бромид или векуронијум бромид (d-тубокурарин, за разлику од панкуронијум бромида, може изазвати ослобађање хистамина с нежељеном хипотензијом). Примена пиридоксина, која редукује спазме и чак морталитет код неонаталног тетануса, била је врло ограничена али обећавајућа. 
Антибиотици: Иако је улога антибиотске терапије незнатна у односу на обраду ране и општу потпорну терапију, требало би дати или пеницилин Г, 2 милиона јединица ИВ сваких 6 h или тетрациклин 500 mg ИВ сваких 6 h, кроз 10 дана. Деци треба дати пеницилин Г, 100000 јед/kg/дан у 4 до 6 доза или тетрациклин 30 до 40 mg/kg/дан подељено у 4 дозе (код деце >7 год; тетрациклин ваља избегавати код деце <7 год.). Такође је делотворан метронидазол 30 mg/kg/дан, подељено у 4 дозе. Већа количина исхемичног ткива оправдава примену већих доза код свих болесника. Није вероватно да ће било који антибиотик бити ефикасан у превенцији секундарних инфекција (нпр. пнеумоније); ако се оне појаве, ваља узети узорке за микробиолошку обраду, учинити антибиограм и дати одговарајући антибиотик ако је потребно.